# Södra Hundträsket
Södra Hundträsket är en sjö i Arvidsjaurs kommun i Lappland och ingår i Piteälvens huvudavrinningsområde. Sjön har en area på 0,0921 kvadratkilometer och ligger 338,9 meter över havet. Södra Hundträsket ligger i Piteälven Natura 2000-område. Sjön avvattnas av vattendraget Hundträskbäcken.

## Delavrinningsområde
Södra Hundträsket ingår i det delavrinningsområde (731095-166540) som SMHI kallar för Mynnar i Moskoselet. Medelhöjden är 357 meter över havet och ytan är 19,24 kvadratkilometer. Räknas de 2 avrinningsområdena uppströms in blir den ackumulerade arean 54,52 kvadratkilometer. Hundträskbäcken som avvattnar avrinningsområdet har biflödesordning 3, vilket innebär att vattnet flödar genom totalt 3 vattendrag innan det når havet efter 151 kilometer. Avrinningsområdet består mestadels av skog (72 procent) och sankmarker (16 procent). Avrinningsområdet har 0,66 kvadratkilometer vattenytor vilket ger det en sjöprocent på 3,4 procent.